# Corsair Gaming
Corsair Gaming, Inc., comúnmente conocida como Corsair, es una empresa estadounidense de hardware de computadoras y periféricos con sede en Fremont, California. La compañía fue constituida en enero de 1994 y reconstituida en Delaware en 2007. En enero de 2010 la compañía fue constituida otra vez en Delaware como "Corsair Components, Inc.".
Corsair diseña y vende una gama de productos para las computadoras, incluyendo módulos DRAM de alta velocidad, fuentes de alimentación ATX (PSU), unidades de memoria flash USB (UFD), soluciones de enfriamiento de memoria y gabinete, periféricos de juegos, gabinetes de computadoras, unidad de estado sólido (SSD) y altavoces.
Además de su sede mundial en Fremont, California, Corsair mantiene una planta de producción en la ciudad de Taoyuan City, Taiwán, para ensamblar, probar y envasar productos selectos. Cuenta con centros de distribución en Asia, Estados Unidos y Europa y tiene Oficinas de ventas y marketing en los Estados Unidos así como en varios países europeos y asiáticos.

## Historia

Antiguo logo de Corsair Components, utilizado hasta el 1 de junio de 2015.

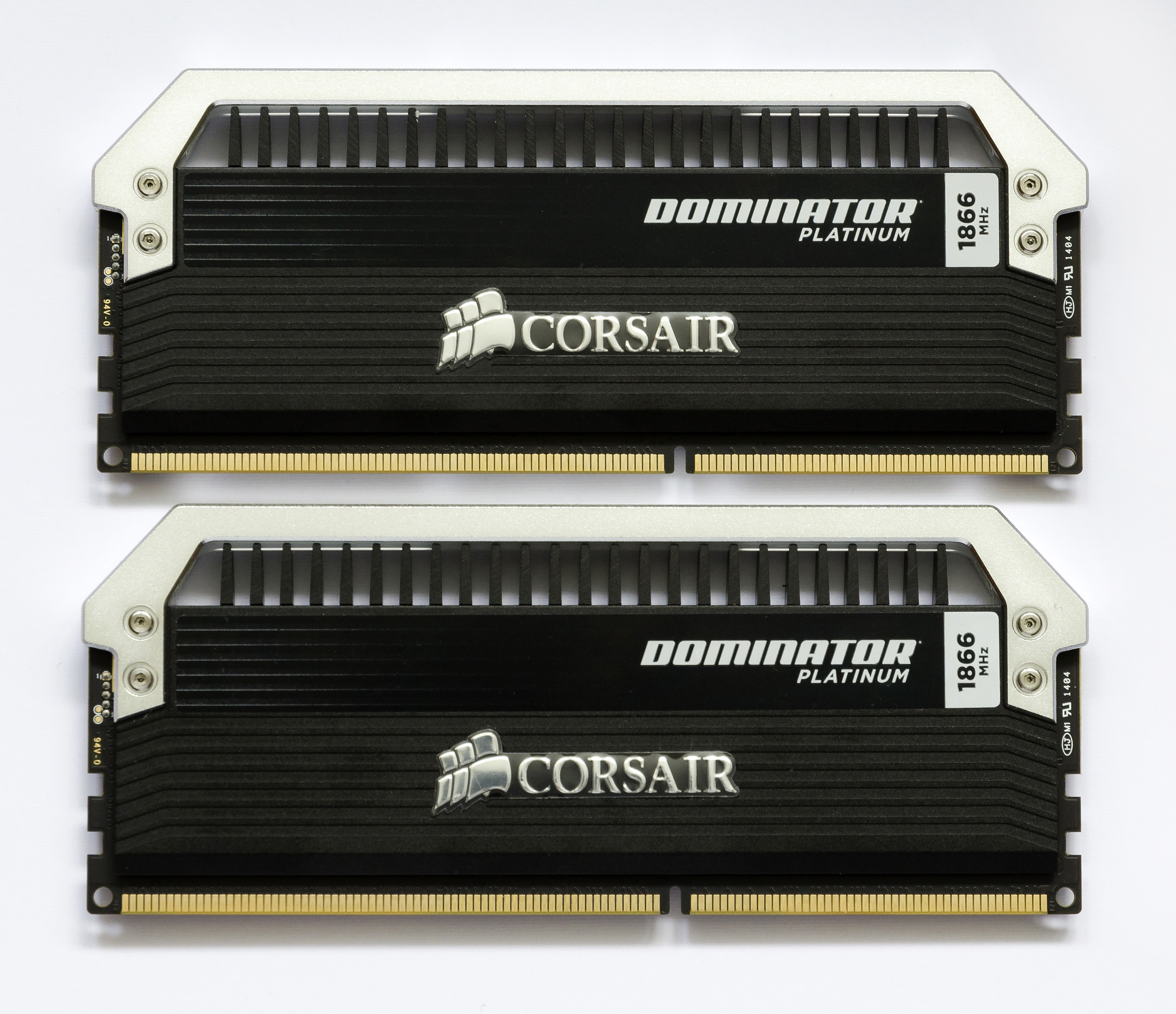
Corsair Dominator Platinum 2x4GB, 1866 MHz

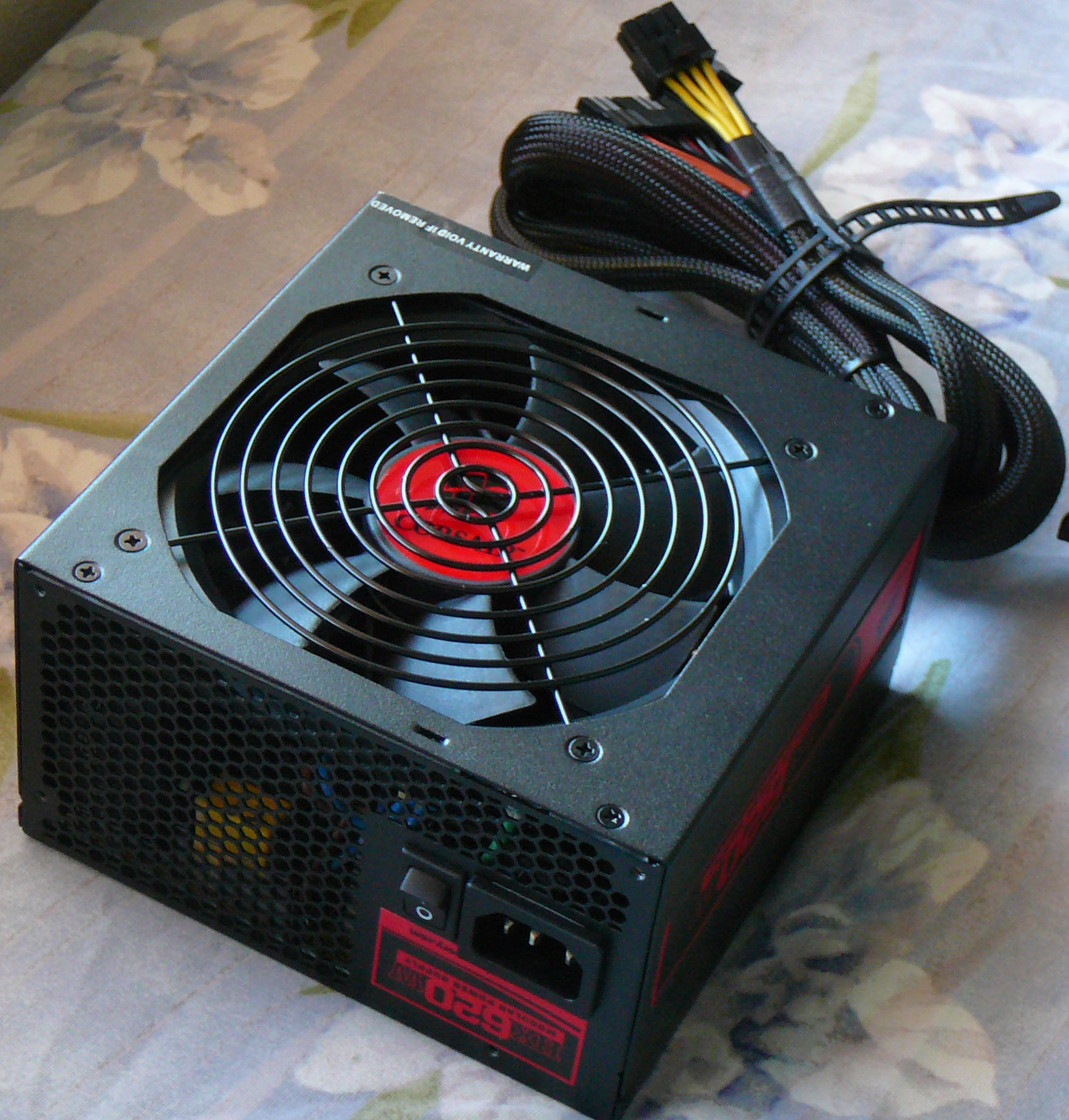
Fuente De Alimentación Corsair. Modelo CMPSU-620HX Modular, con certificación 80 PLUS

La compañía fue fundada como Corsair Microsystems en 1994 por Andy Paul, Don Lieberman y John Beekley. Corsair desarrollaba originalmente los módulos de caché de Nivel 2, llamados Caché en una barra o módulos COAST para los fabricantes de equipos (OEM). Después de que Intel incorporó la caché L2 dentro del procesador con el lanzamiento de su familia de procesadores Pentium Pro, Corsair cambió su enfoque a los módulos DRAM, principalmente en el mercado de servidores. Fue en 2002 que Corsair comenzó a enviar módulos DRAM modificados por encima de las especificaciones estándares a los entusiastas de computadoras que las usaban para overclocking. Desde entonces, Corsair ha seguido produciendo módulos de memoria para PC y ha añadido otros componentes a su repertorio de productos, principalmente para los usuarios avanzados y fanáticos del Modding.
En 2003, Corsair amplió su producción de módulos de memoria DRAM en el mercado de gama alta para overclocking. Esta expansión permite plataformas de alta potencia y con capacidad de obtener más rendimiento de la CPU y la RAM.
A partir de 2006, Corsair ha comenzado a vender fuentes de alimentación bajo su propia marca comercial basados en diseños de Seasonic y Channel Well.
En 2014 introduce la serie Vengeance Pro y Dominator Platinum que están diseñadas para aplicaciones de overclocking.
- El logo de la empresa es una fila de velas estilizada, presumiblemente el del típico barco de un Corsario entre el siglo XVI y el siglo XIX.

## Productos
Los productos de la compañía incluyen:
- Módulos de memoria DRAM y DIMM para computadoras de escritorio y los ordenadores portátiles.
- Memorias USB flash
- Fuentes de alimentación compatible con ATX y SFX.
- Gabinetes para PC.
- Ventiladores de aire y productos de refrigeración líquida para CPU, memorias y gabinetes.
- Unidades de estado sólido basados en controladores SSD.
- Auriculares para juegos
- Teclados Mecánicos para Juego.
- Ratones para juegos.
- Sistema de altavoces.